# 傅世春
傅世春（1916年2月6日—2017年2月8日），男，湖北武汉人，中华人民共和国政治人物，曾任九三学社中央委员会常务委员、青海省委员会主任委员，青海省政协副主席。